# Подольшин Новий
Подольшин Новий (пол. Podolszyn Nowy) — село в Польщі, у гміні Рашин Прушковського повіту Мазовецького воєводства. Розташоване за 6 км на південь від Рашина, 12 км на південний схід від Прушкува та за 13 км на південь від Варшави.
Населення — 271 особа (2011).
У 1975-1998 роках село належало до Варшавського воєводства.

## Демографія
Демографічна структура станом на 31 березня 2011 року:
|          | Загалом | Допрацездатний вік | Працездатний вік | Постпрацездатний вік |
| -------- | ------- | ------------------ | ---------------- | -------------------- |
| Чоловіки | 138     | 46                 | 76               | 16                   |
| Жінки    | 133     | 31                 | 81               | 21                   |
| Разом    | 271     | 77                 | 157              | 37                   |